# Lothaire Bluteau
Lothaire Bluteau (Montreal, 14 de abril de 1957) es un actor canadiense que participa en producciones en francés e inglés.
Tuvo un papel recurrente en la tercera temporada de la serie 24 como Marcus Alvers.

## Filmografía selecta
- In the Shadow of the Wind (1987)
- Jesús de Montreal (1989), Daniel
- Black Robe (1991), Padre Laforgue
- Orlando (1992), El Khan
- The Confessional (1992), Pierre Lamontagne
- Other Voices, Other Rooms (1994) Randolph
- Yo disparé a Andy Warhol (1996), Maurice Girodias
- Bent (1997), Horst
- Conquest (1998), Pincer Bedler[1]
- Julie Walking Home (2002), Alexi
- Walk All Over Me (2007), Rene
- Inconceivable (2008), Malcolm Blay
- The Making of Plus One (2012), Gil
- Vikings (2015-16), Carlos III de Francia